# حارة عمار بن ياسر (أزال)
حارة عمار بن ياسر هي إحدى حارات حي أزال بمديرية أزال في مدينة صنعاء، بلغ تعداد سكانها 2154 نسمة حسب تعداد اليمن لعام 2004.